# St. Lucia und Ottilie (Hechlingen)

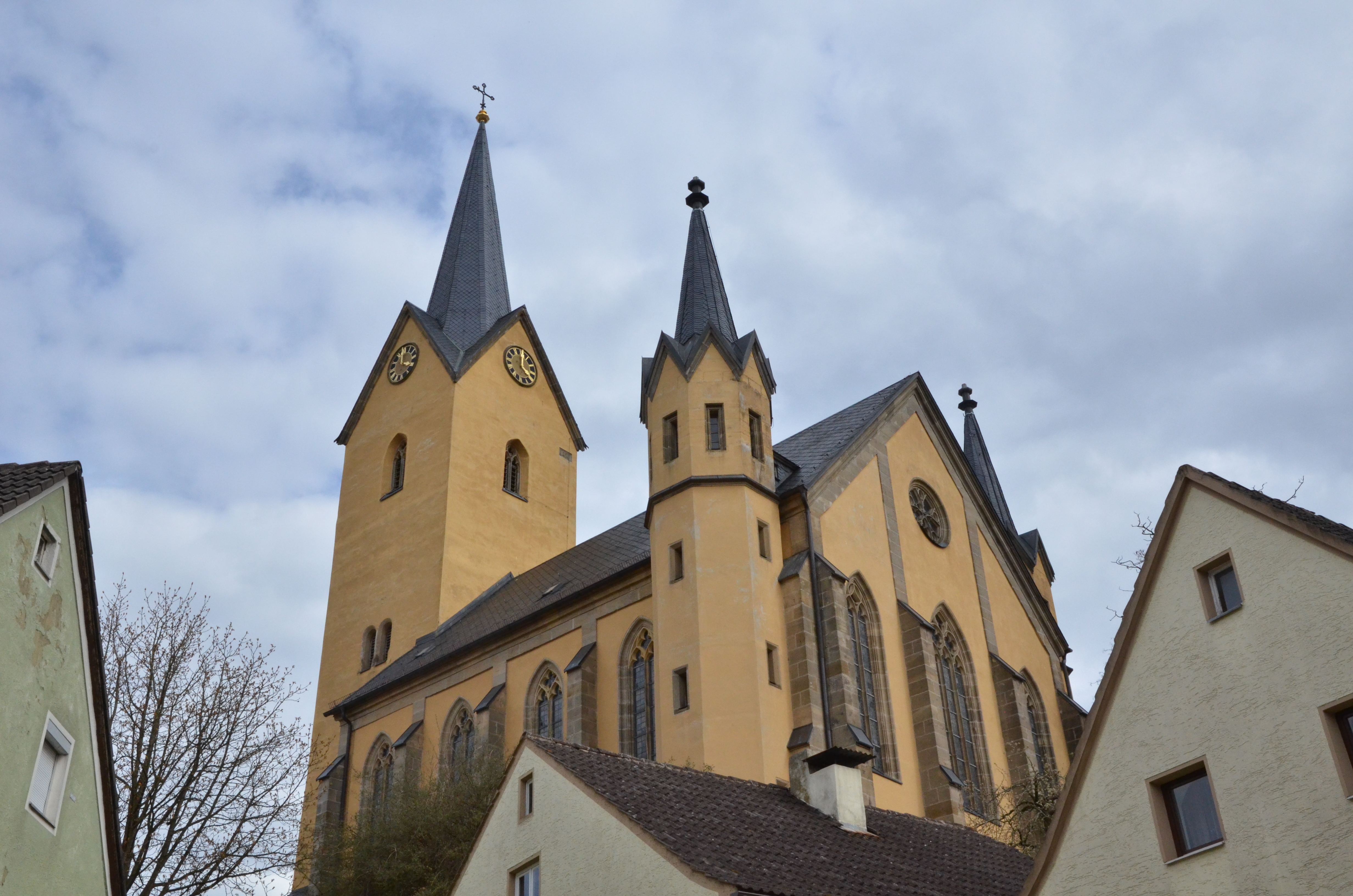
Die Kirche St. Lucia und Ottilie im April 2012

Die St.-Lucia-und-Ottilie-Kirche ist eine evangelisch-lutherische Kirche in Hechlingen am See, einem Ortsteil der Marktgemeinde Heidenheim im mittelfränkischen Landkreis Weißenburg-Gunzenhausen. Sie ist Pfarrkirche im Evangelisch-Lutherischen Dekanat Heidenheim. Das Gebäude ist unter der Denkmalnummer D-5-77-140-41 als Baudenkmal in die Bayerische Denkmalliste eingetragen. Die Reste der Vorgängerbauten sind zusätzlich als Bodendenkmal (Nummer: D-5-7030-0143) eingetragen. Die postalische Adresse lautet Kirchenstraße 2. Kirchenpatrozinien sind die hl. Lucia von Syrakus und Odilia von Köln.

## Baugeschichte und Architektur

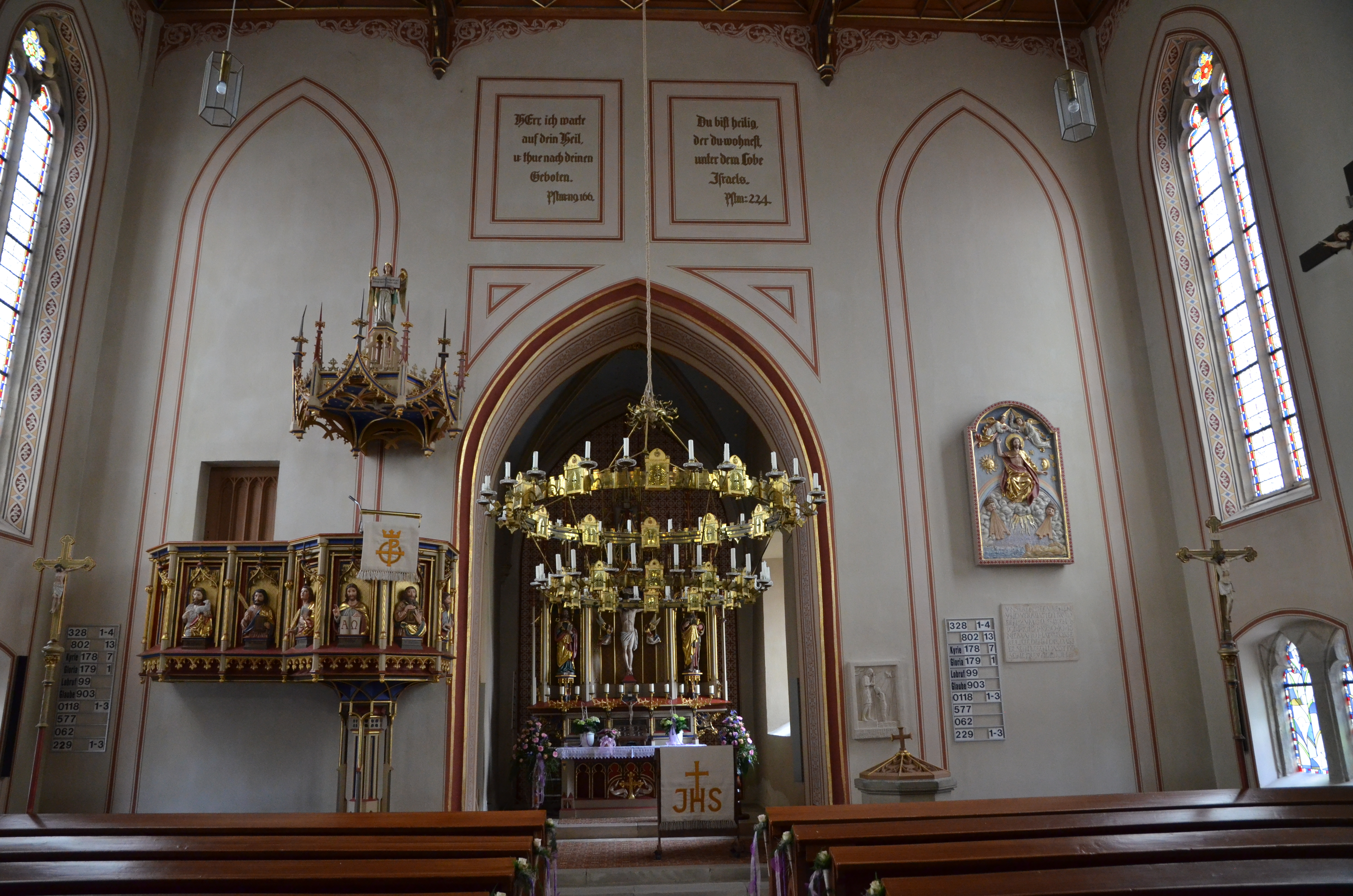
Altarraum

Ein erster Kirchenbau wurde wahrscheinlich 1061 geweiht. Vorher soll es aber schon eine Holzkirche gegeben haben. Die heutige Kirche nach den Plänen von Wilhelm Langenfaß besteht aus einem Langhaus von 1868 bis 1872 mit Emporen; der fünfgeschossige Chorturm mit Spitzhelm über vier Giebeln stammt vom Vorgängerbau von 1491. Von der neugotischen Ausstattung sind der Altar und die Kanzel von 1860 von Anselm Sickinger zu erwähnen, die aus der abgetragenen evangelischen Friedhofskapelle Kaufbeuren stammen. Die 1959 bei einer Renovierung erfolgte Stilbereinigung des Kircheninneren wurde bei einer weiteren Renovierung 1985 bis 1989 wieder zurückgenommen.